# Franz Mörth

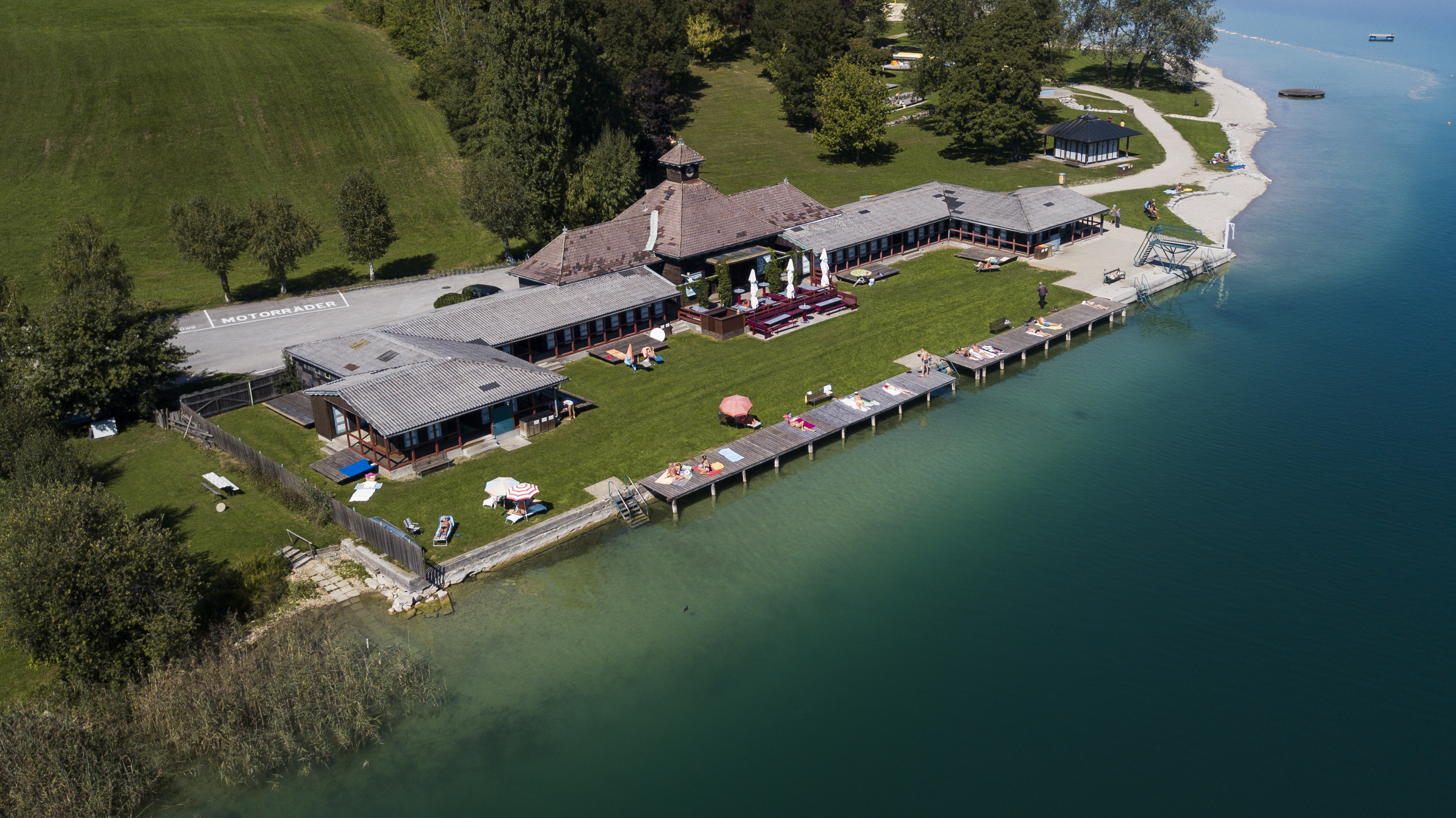
Strandbad Mattsee

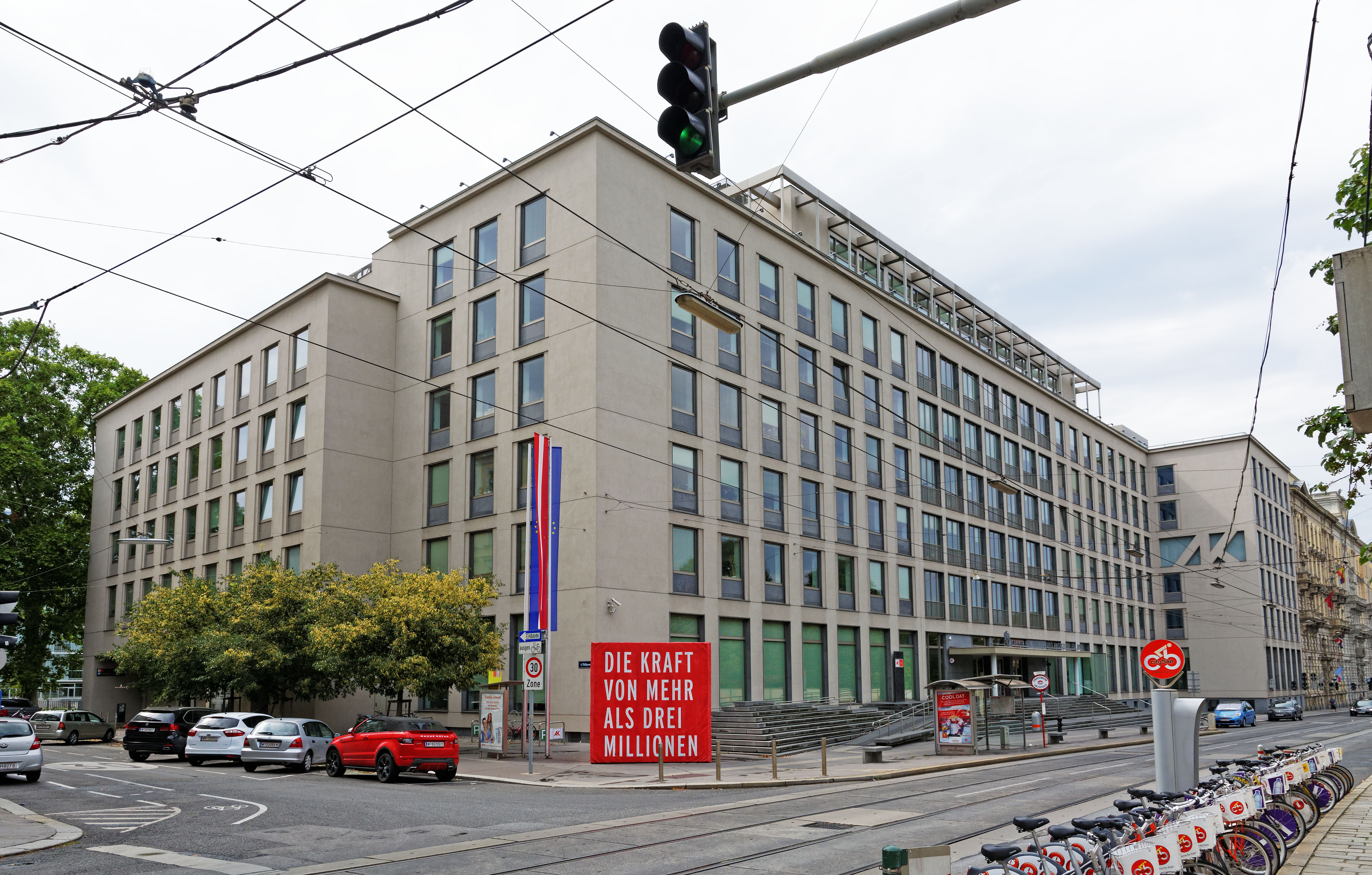
Arbeiterkammer in Wien

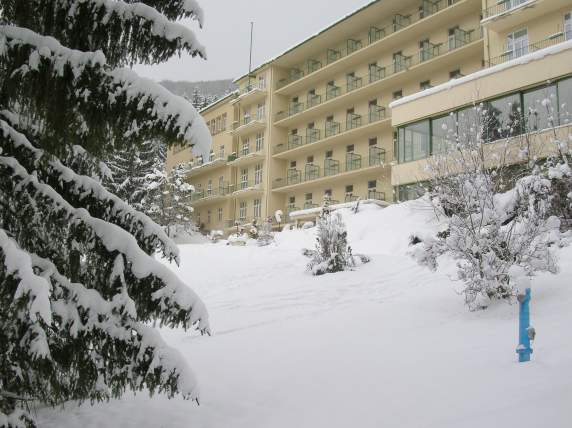
Das umgebaute Sanatorium Wienerwald, Winter 2007

Franz Mörth (* 1902; † 1962) war Architekt und Vertreter der Neuen Sachlichkeit.
Nach seinem Diplom im Jahr 1926 war er zunächst im Büro von Robert Oerley tätig und machte sich 1928 als freischaffender Architekt selbstständig. Der in der Tradition der Bauhaus-Architektur der Zwischenkriegszeit stehende Architekt fiel bereits in seinen frühesten Arbeiten auf, etwa dem Strandbad am Mattsee, das zu den schönsten Strandbädern Österreichs gezählt wird und unter Denkmalschutz steht.
Ein frühes Werk ist auch die 1929/30 errichtete Villa Franz Hoffmann in der Mühlbachergasse 14.  Während des Zweiten Weltkrieges errichtete er für die Österreichischen Saurerwerke und die Steyr-Werke Zweckbauten und danach Werksiedlungen für die VÖEST in Linz, Kapfenberg und Donawitz. Auch die Siedlungen des Nibelungenwerks wurden von Franz Mörth zwischen 1943 und 1945 errichtet.
Zu Mörths bedeutendsten Werken zählen der unter Denkmalschutz stehende Neubau der Arbeiterkammer in Wien und der Umbau des ehemaligen Sanatoriums Wienerwald in den 1950er Jahren, und besonders seine Neugestaltung der Fassade, die als typisches Beispiel für die architektonische Wiederaufnahme der Neuen Sachlichkeit nach dem Zweiten Weltkrieg gilt. In Linz stammen die Pläne zur denkmalgeschützten Wohnhausanlage am Bulgariplatz von Mörth.
Auch im kommunalen Wohnbau Wiens betätigte er sich und plante die Gemeindebauten Landstraßer Hauptstraße 173–175, Waldvogelstraße 18–24, Vivariumstraße 6–10, Vivariumstraße 13–17, Hohenbergstraße 24–32, den Heinz-Weißmann-Hof sowie die Umgestaltung der Brauerei Sankt Marx zu Wohnzwecken. Er wurde am Friedhof Mauer bestattet.